# National Aviary
Koordinaten: 40° 27′ 12″ N, 80° 0′ 36″ W
Das National Aviary ist ein Vogelpark in Pittsburgh im US-Bundesstaat Pennsylvania, der sich im Allegheny Commons Park befindet und als Non-Profit-Organisation geführt wird. Der Vogelpark ist Mitglied der Association of Zoos and Aquariums (AZA). 1993 erhielt er den honorary national status und nennt sich seitdem National Aviary.

## Geschichte
Nach einer Bauzeit von zwei Jahren wurde der Vogelpark am 10. August 1952 eröffnet. Er war damit einer der ersten Zoos, der mit Freiflughallen ausgestattet war.
1969 wurde ein ca. 1860 Quadratmeter großes als Wetlands bezeichnetes Feuchtgebiet hinzugefügt. Es befindet sich in einem geschlossenen Raum, ist mit üppiger Vegetation bepflanzt, enthält einen Teich und wird von etwa 80 Arten, überwiegend Küstenvögeln bewohnt. Innerhalb des Raums wird das ganze Jahr hindurch ein warmes und feuchtes Gewächshausklima aufrechterhalten. Eine Besonderheit ist die verwendete Verglasung des Raumes. Die Scheiben sind mit gefrosteten und grasartigen Mustern versehen. Dieses Design hilft den Vögeln, das Glas zu erkennen, um Kollisionen zu minimieren. Es hat den weiteren Vorteil, dass auch Vögel, die frei in Pennsylvania beheimatet sind, vor Kollisionen von außen geschützt werden.

## Artenspektrum
Das National Aviary beherbergt mehr als 500 Vögel, die über 150 Arten aus allen Kontinenten repräsentieren. Das Artenspektrum reicht von sehr kleinen Arten, beispielsweise Kolibris (Trochilidae) mit einer Flügelspannweite von ca. 10 Zentimetern bis zu sehr großen Arten wie dem Andenkondor (Vultur gryphus) mit einer Flügelspannweite von über 3 Metern. Viele der im National Aviary gezeigten Vögel zählen zu den in freier Wildbahn bedrohten oder gefährdeten Arten.

## Arterhaltungs- und Bildungsprogramme
Das National Aviary beteiligt sich an einer Vielzahl von Arterhaltungsprogrammen.
- Beim Project Principalis arbeitet der Vogelpark zusammen mit der University of Pittsburgh bei der Suche nach akustischen Daten und DNA-Proben, um herauszufinden, ob der als ausgestorben geltende Kaiserspecht (Campephilus imperialis) eventuell doch noch irgendwo isoliert überlebt hat.
- Das Projekt Mariana Islands hat zum Ziel, 19 endemische Vogelarten und Unterarten zu erhalten, die durch die in den 1950er Jahren auf der Inselgruppe der Marianen im Westpazifik eingeschleppte Braune Nachtbaumnatter (Boiga irregularis) bedroht sind. Im Rahmen eines Special Survival Plans werden Anstrengungen unternommen, um die Guamralle (Hypotaenidia owstoni), die in den 1980er Jahren vom Aussterben bedroht war, durch Nachzuchten in ihrem angestammten Lebensraum zu erhalten. Das Programm erweist sich als erfolgreich und viele im National Aviary ausgebrütete Guamrallen leben wieder in freier Wildbahn. Ebenso wird der Zimtkopfliest (Todiramphus cinnamominus) im National Aviary gezüchtet. Hier erweist sich die Auswilderung als schwierig und die Art wird zunächst weiterhin in Gefangenschaft gehalten. Eine Entlassung in die Freiheit kann nur in Gebieten, die vollständig frei von der Braunen Nachtbaumnatter sind erfolgen.
- Das Projekt High Andes Habitats konzentriert sich darauf, Vögel in ihren Lebensräumen in den Anden zu überwachen und zu schützen. Die Anden weisen einen hohen Anteil bedrohter Vogelarten aus, da die für diese Arten benötigte ursprüngliche Vegetation durch Urbanisierung, Straßenbau sowie Holz- und Viehwirtschaft immer weiter schwindet.
- Weitere Projekte befassen sich mit der Vogelwelt Hispaniolas, wo 32 endemische Vogelarten leben sowie mit der Verbreitung Neotropischer Vögel und mit dem nur in Afrika vorkommenden Brillenpinguins (Spheniscus demersus).
- Der Vogelpark bietet auch interne und externe Exkursionsprogramme an, die Schülern helfen sollen, am Beispiel der Vögel, wichtige Erkenntnisse zum Umwelt- und Artenschutz zu erlangen.[4]
- Im Oktober 2020 feierte das National Aviary die Fertigstellung des Garden Rooms, eines ca. 800 Quadratmeter großen Veranstaltungsgeländes, das mit einer attraktiven Terrasse und einer Gartenfläche ausgestattet ist. Der Garden Room ist das ganze Jahr über geöffnet, um Hochzeiten, Geburtstagsfeiern, Unternehmenstreffen und Wohltätigkeitsversammlungen zu veranstalten.[4]
- Lebensmittelabfälle können nachteilige Auswirkungen auf Vögel und die Umwelt haben, weshalb ein Food Waste Reduction Education Program (Programm zur Reduzierung von Lebensmittelabfällen) aufgelegt wurde, in dem National Aviary mit CleanRobotics, einem Unternehmen, das innovative technologische Lösungen für Umweltprobleme entwickelt, zusammenarbeitet. Dieses Projekt wurde durch großzügige Zuschüsse der Posner Foundation of Pittsburgh ermöglicht.[4]

## Galerie
Nachfolgende Bildreihe zeigt einige Vogelarten aus dem Bestand des National Aviary:

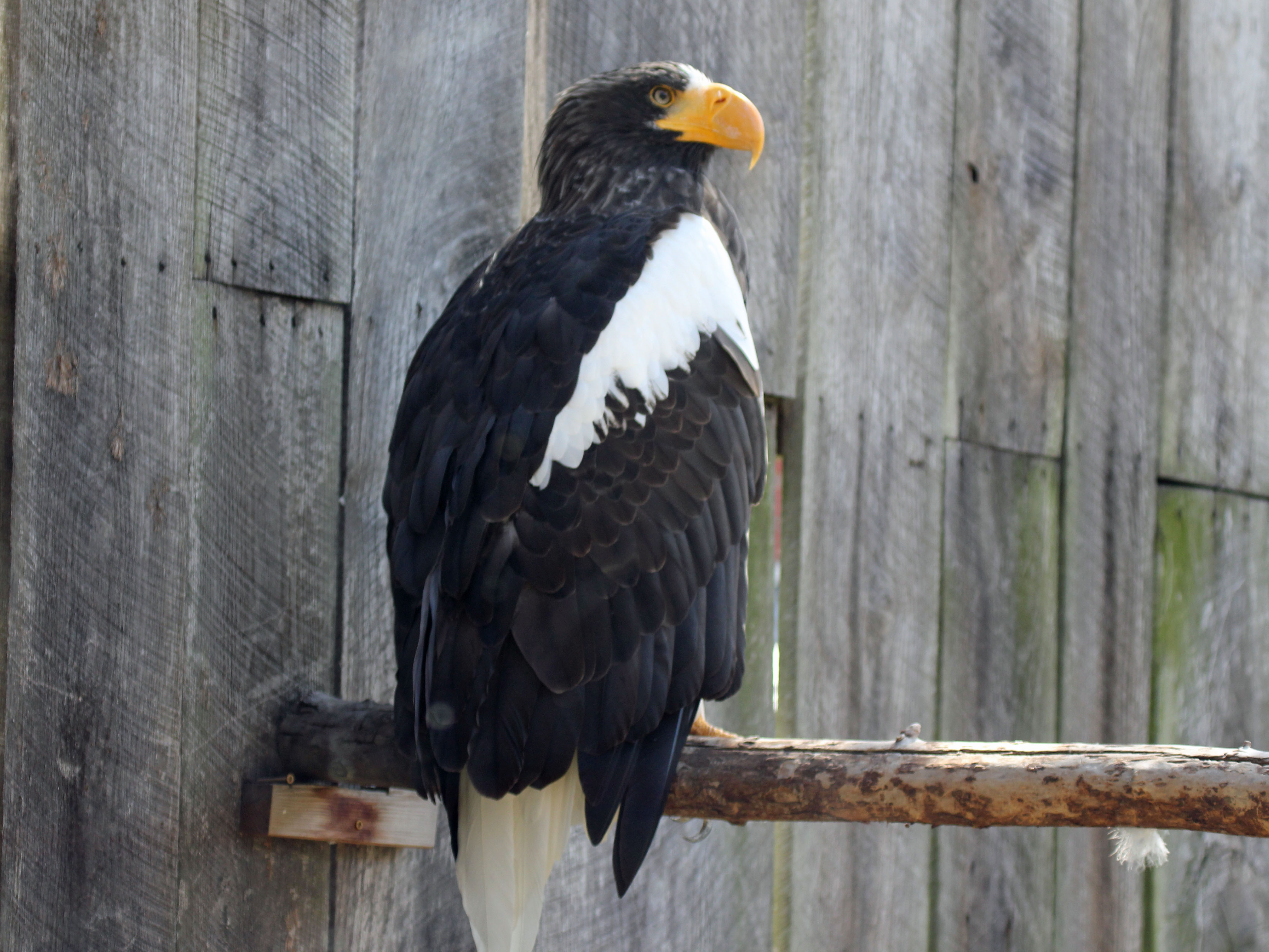
Riesenseeadler (Haliaeetus pelagicus)
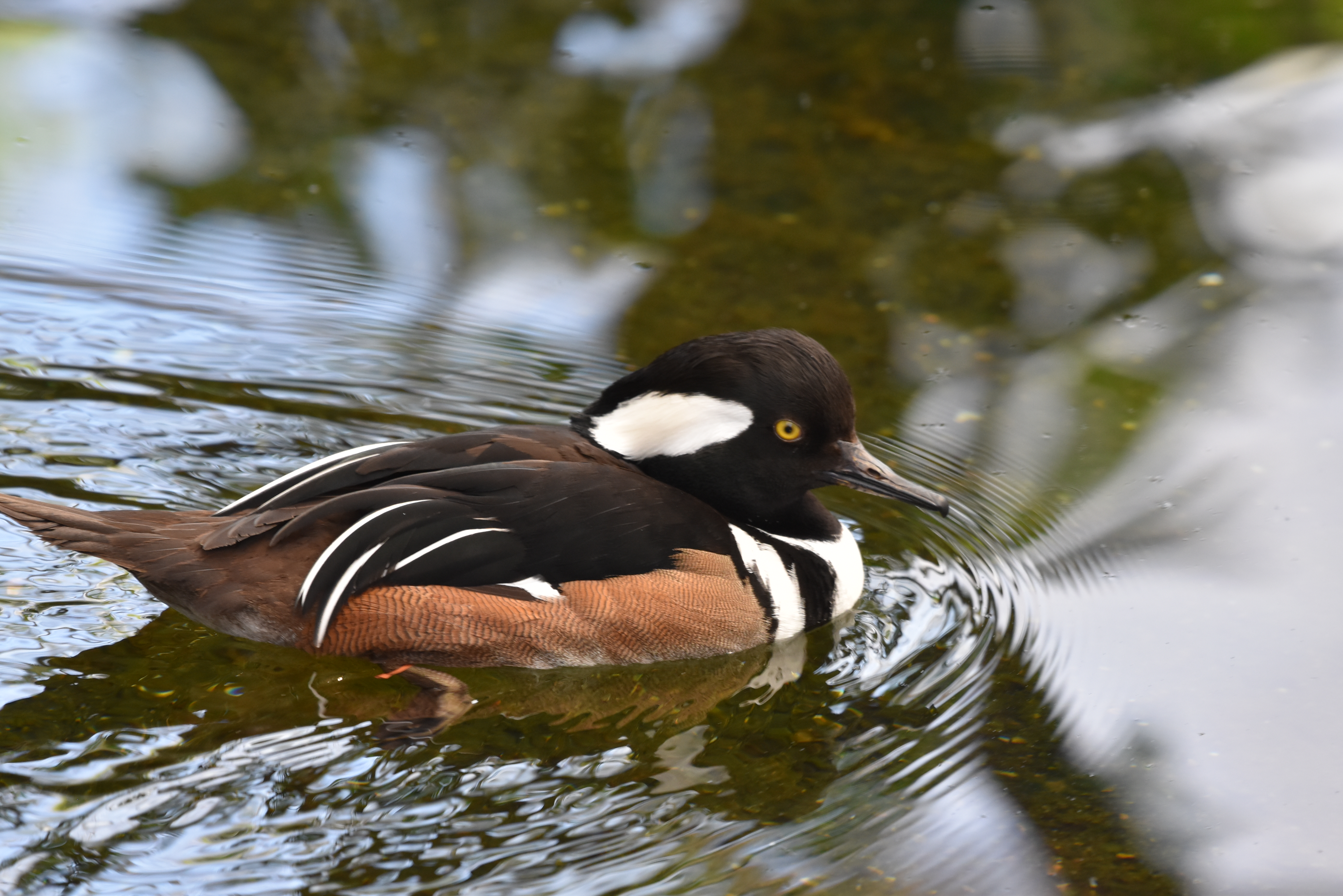
Kappensäger (Lophodytes cucullatus)
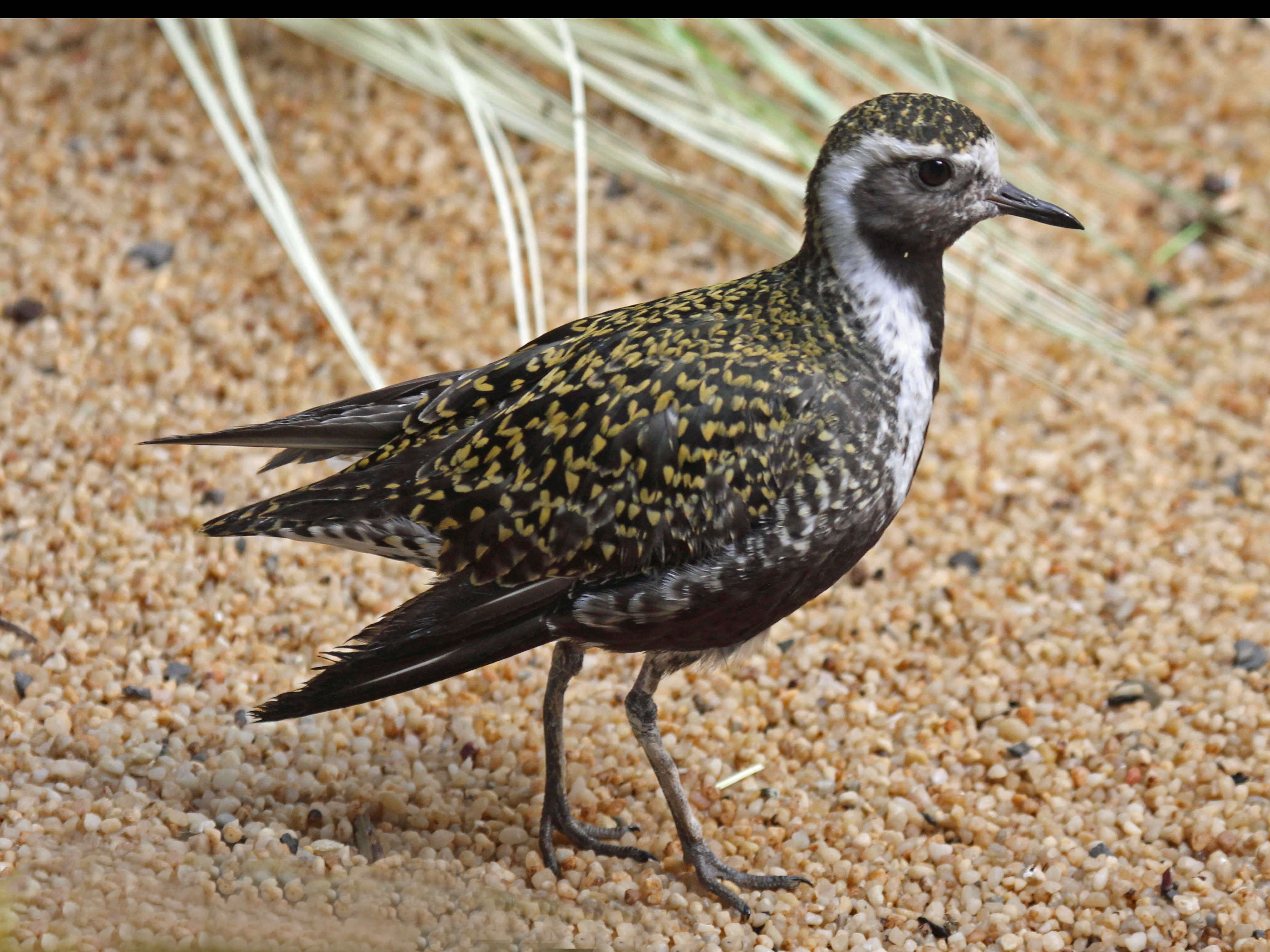
Prärie-Goldregenpfeifer (Pluvialis dominica)
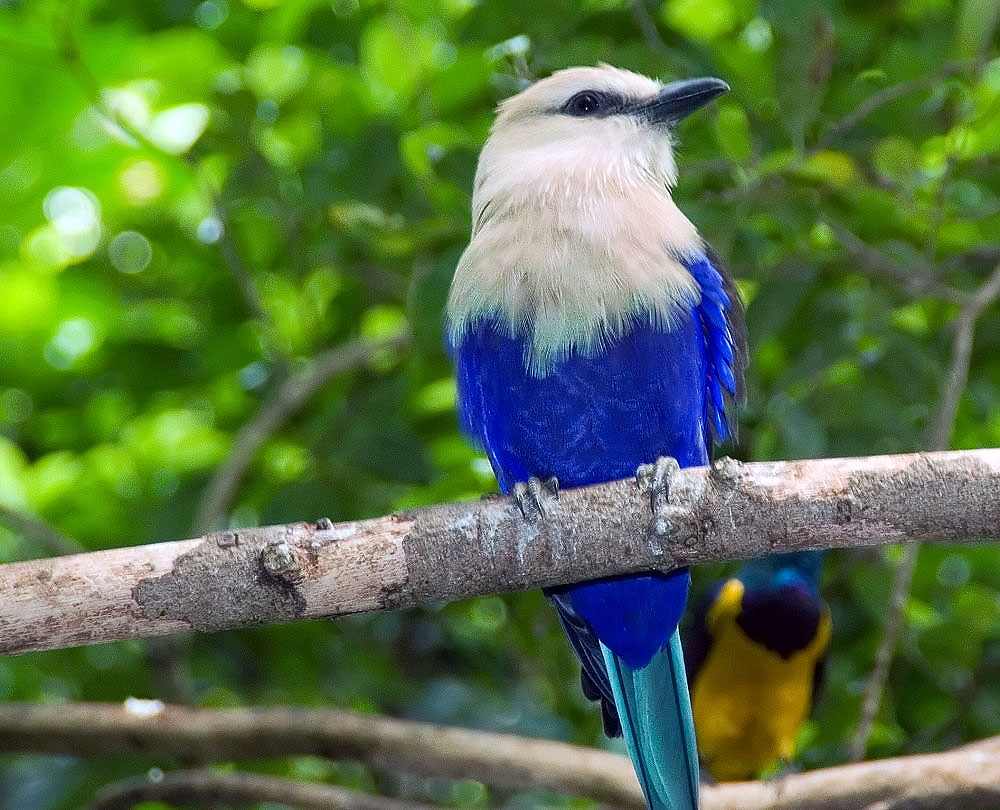
Opalracke (Coracias cyanogaster)
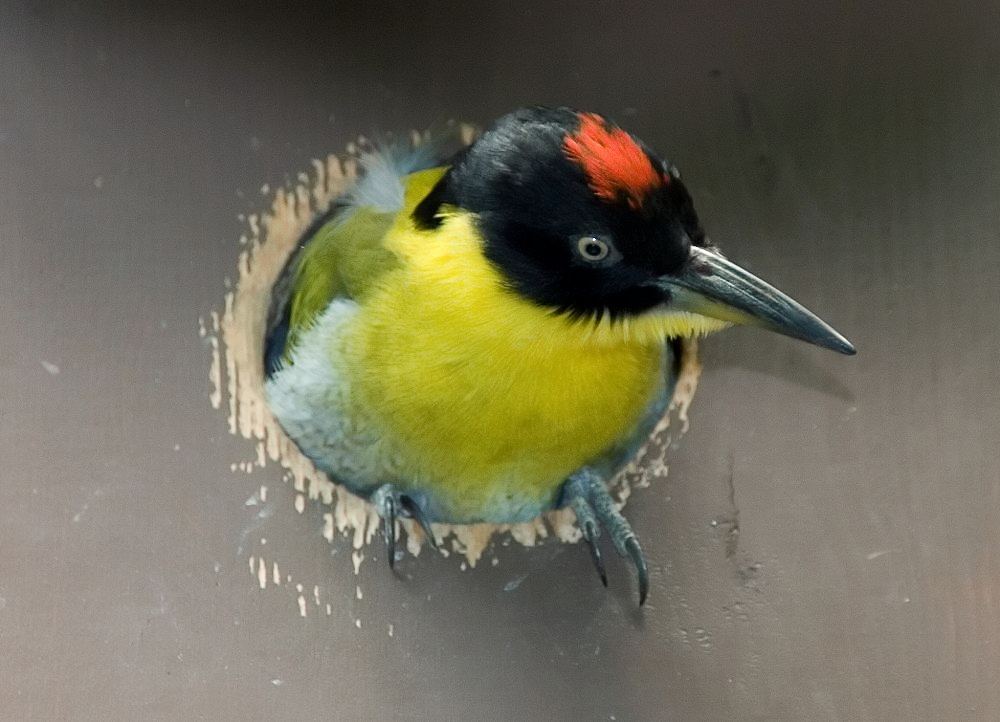
Rotbürzelspecht (Picus erythropygius)
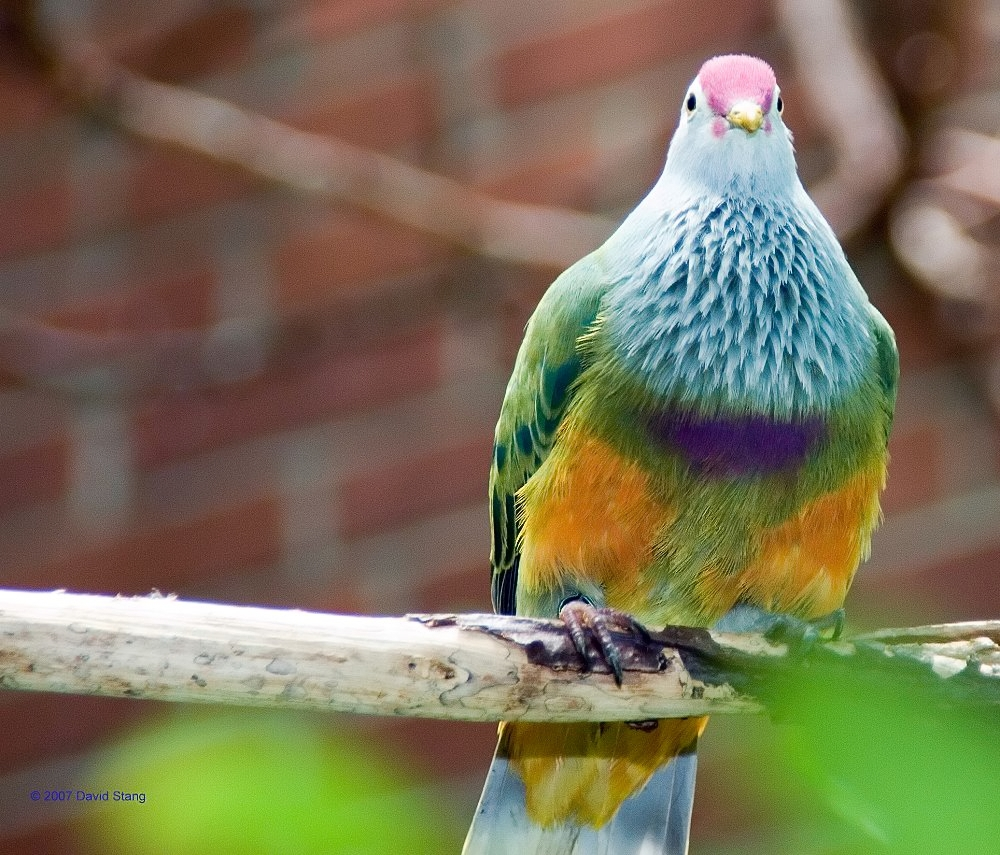
Marianen-Fruchttaube (Ptilinopus roseicapilla)
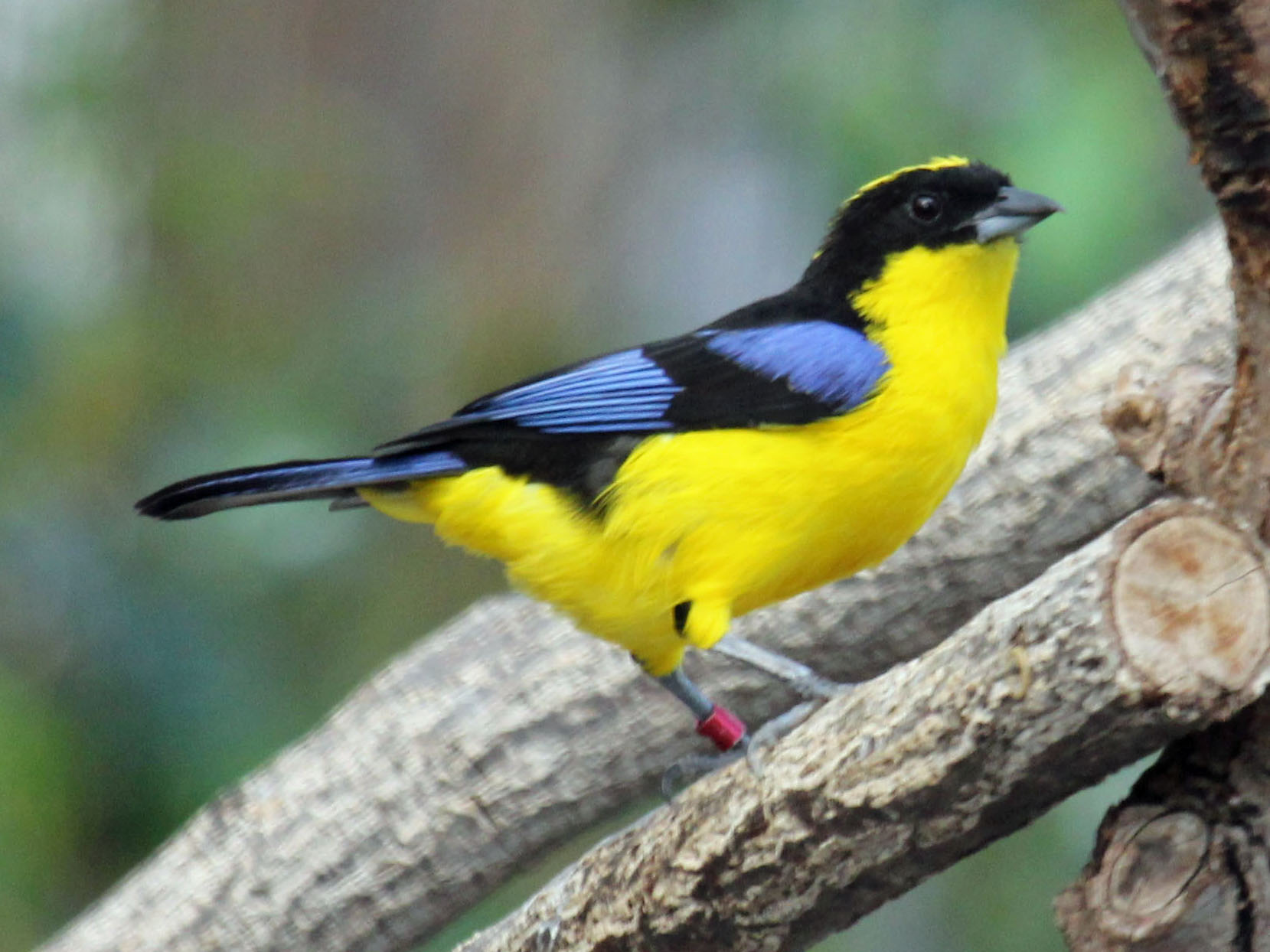
Blauflügel-Bergtangare (Anisognathus somptuosus)
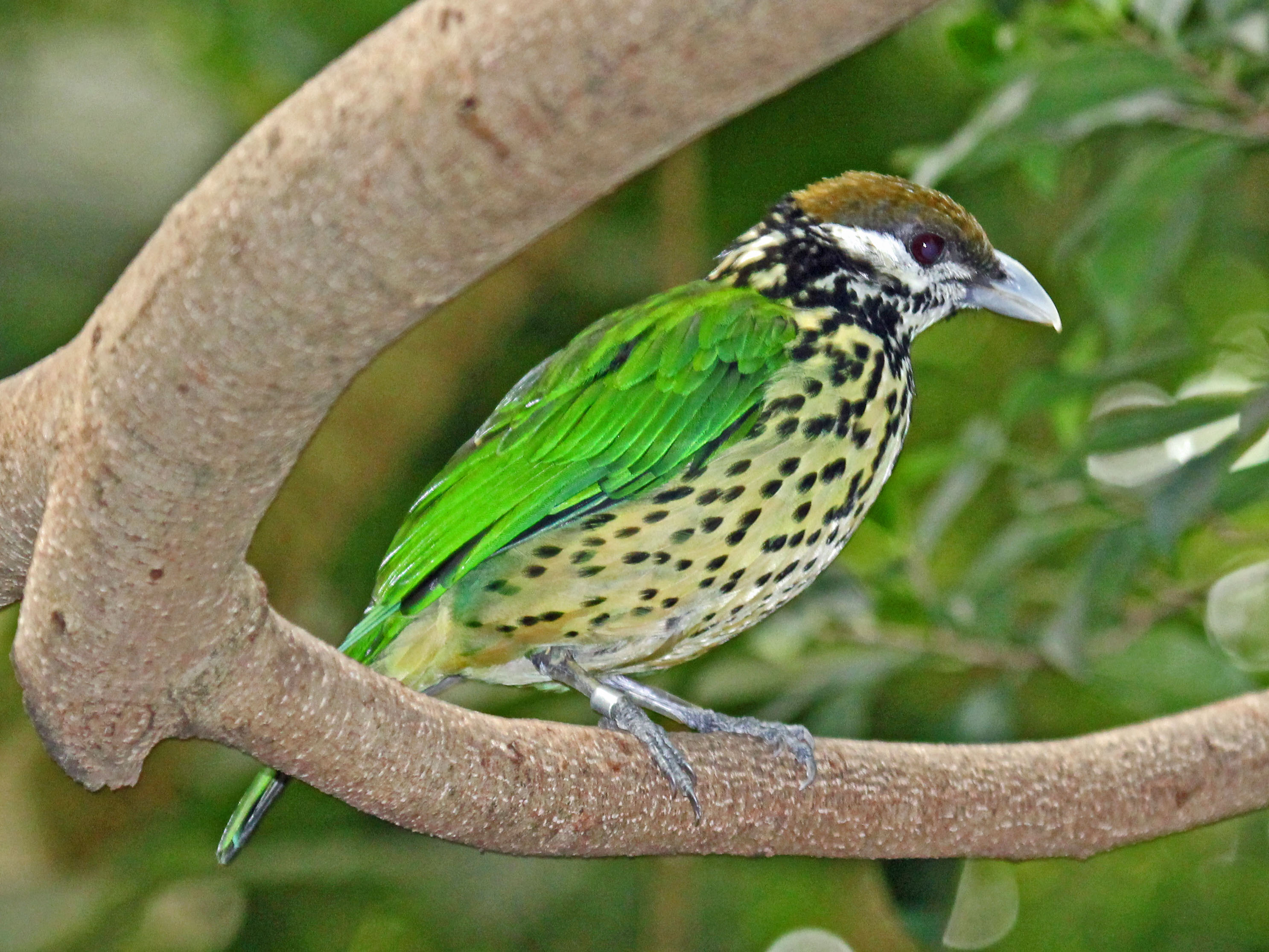
Weißohr-Laubenvogel (Ailuroedus buccoides)
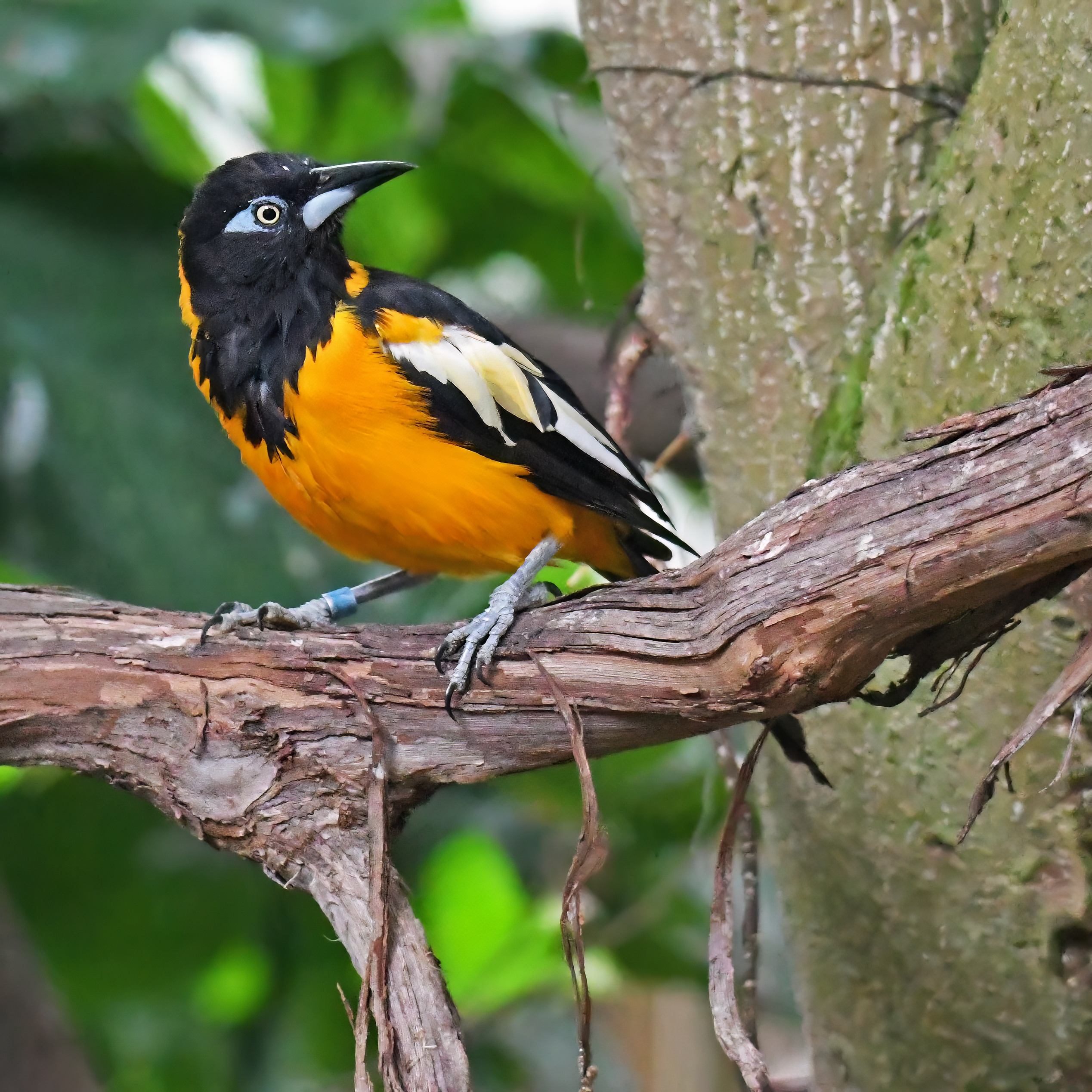
Weißflügeltrupial (Icterus icterus)
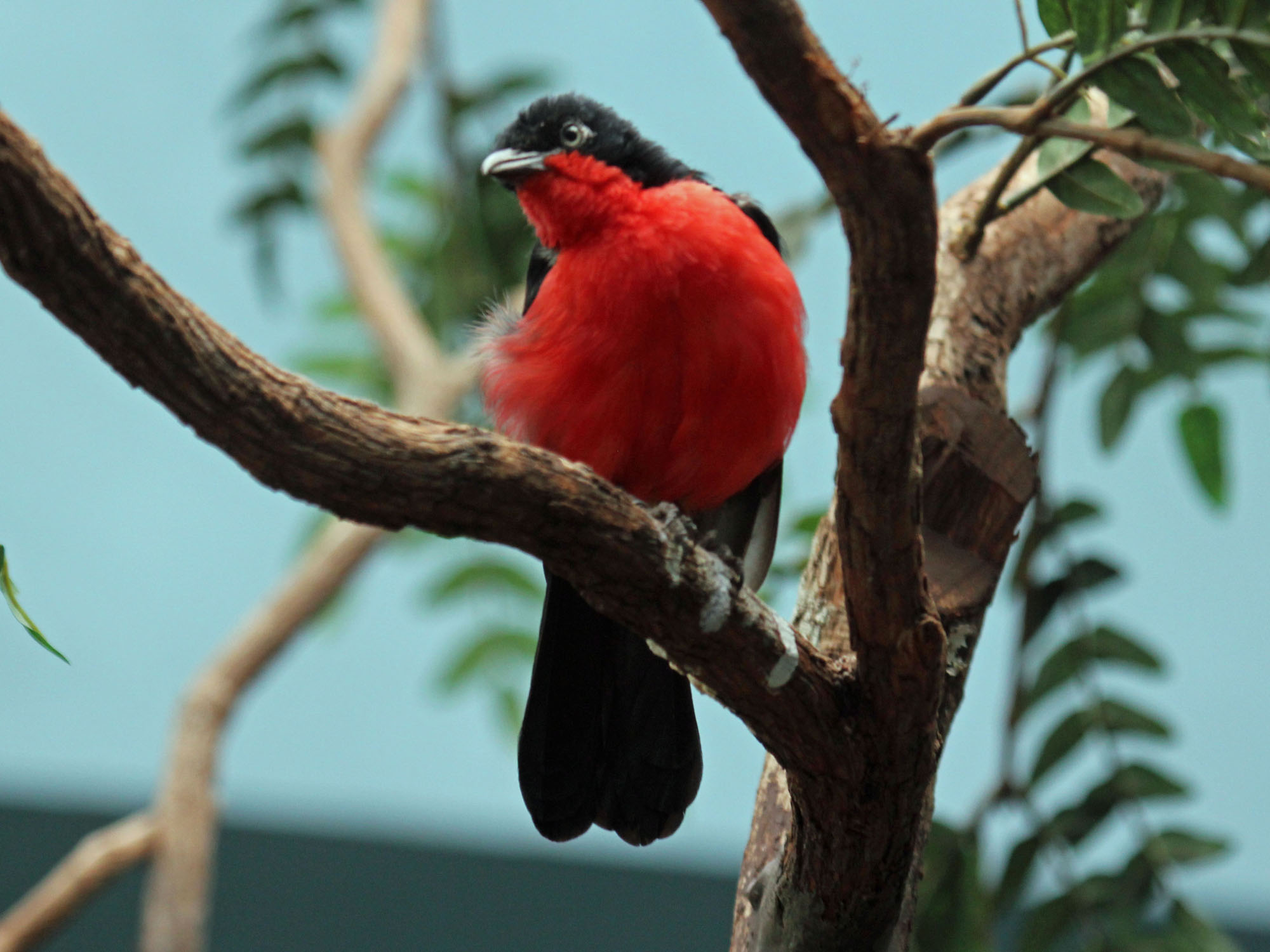
Scharlachwürger (Laniarius erythrogaster)
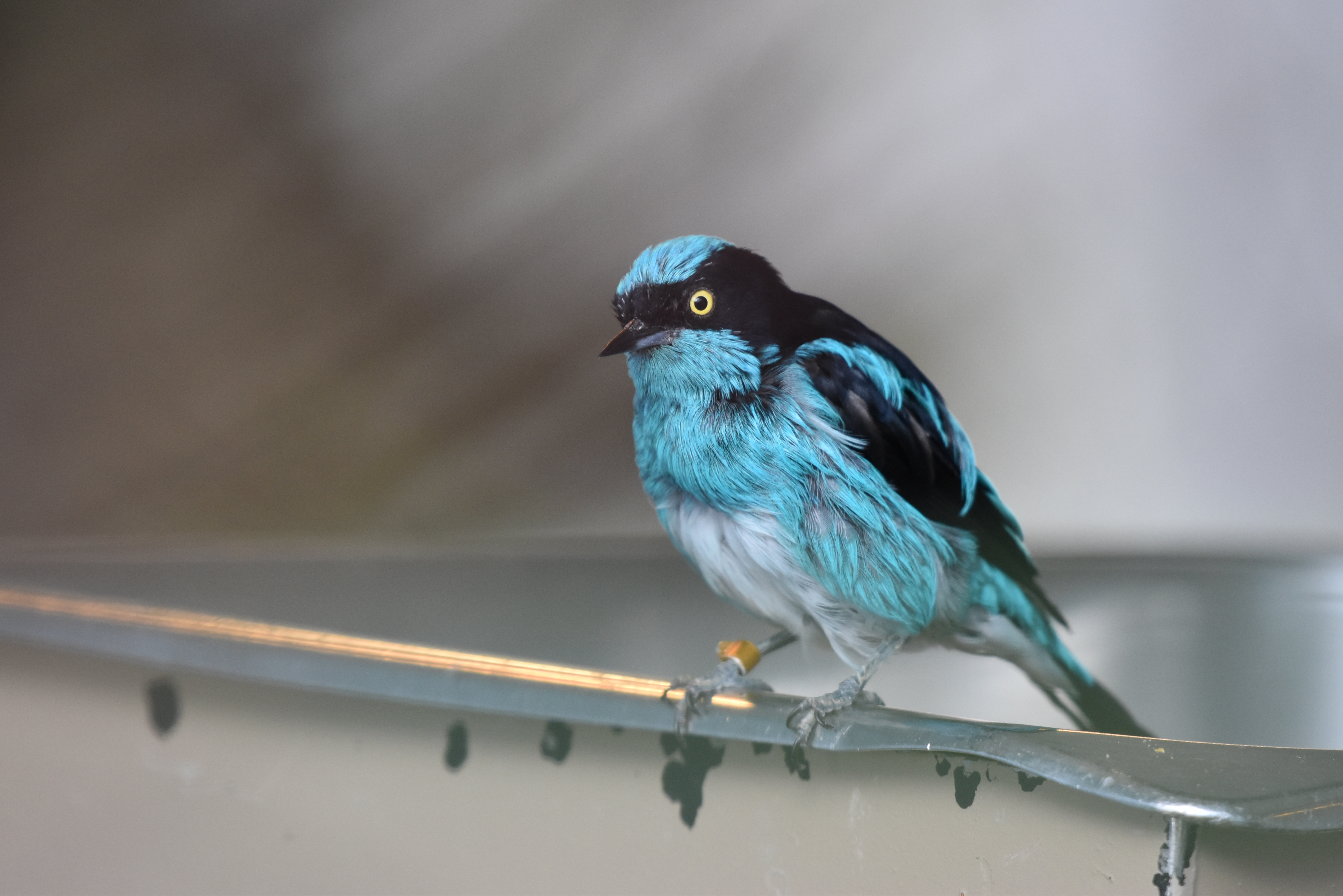
Maskenpitpit (Dacnis lineata)
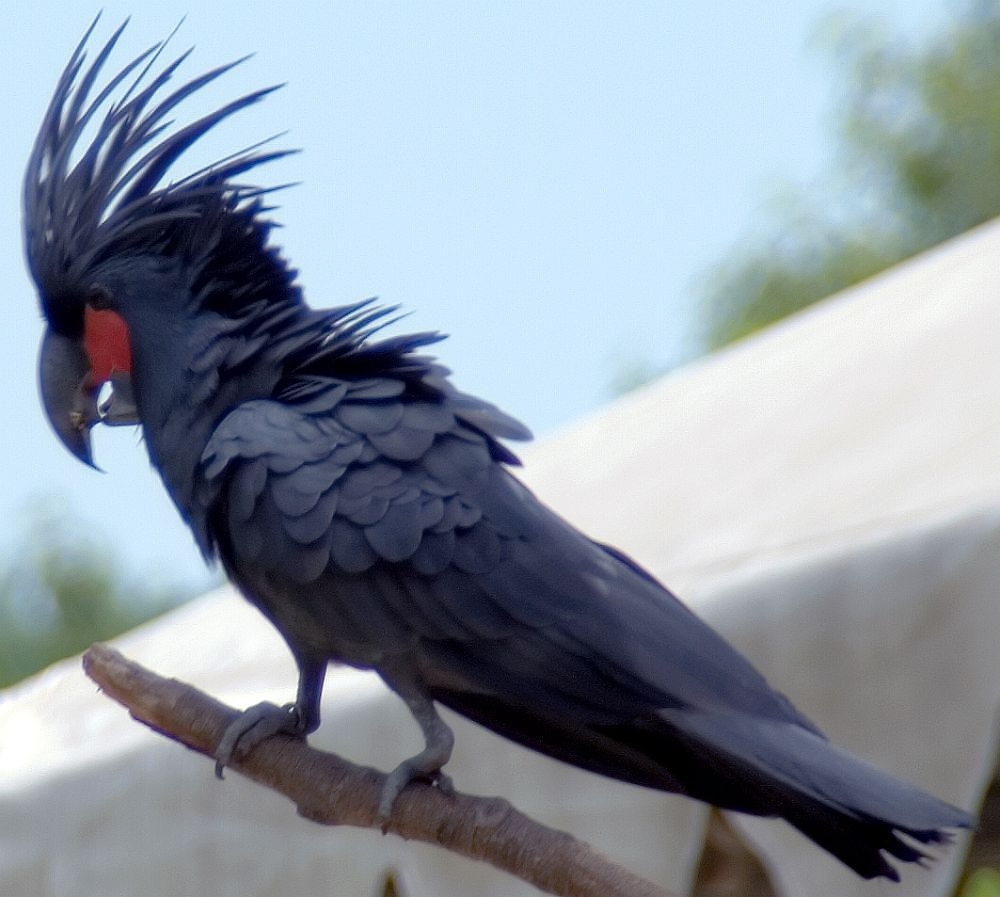
Palmkakadu (Probosciger aterrimus)